# تل سرخو
تل سرخو مربوط به دوران‌های تاریخی پس از اسلام است و در شهرستانسروستان، یک کیلومتری جاده سروستان به شیراز واقع شده و این اثر در تاریخ ۸ مرداد ۱۳۸۱ با شمارهٔ ثبت ۶۰۸۰ به‌عنوان یکی از آثار ملی ایران به ثبت رسیده است.